# 完璧な涙
『完璧な涙』（かんぺきななみだ）は、神林長平のSF小説である。1986年8月から1990年1月まで、断続的に「S-Fマガジン」に連載された。1990年5月にはハヤカワ文庫から文庫版が出版されている他、東城和実による漫画化、『青春アドベンチャー』でのラジオドラマ化が行われている。

## ストーリー
文明が一度崩壊してから300年の空白期間を経て、世界のほとんどが砂漠に沈んだ遠未来。興廃した都市遺跡の近くにあるIC8という街に住む無感動症の17歳の少年、本海宥現（もとみ ひろみ）は、毎晩家の窓ガラスを割り続けていた。彼が窓ガラスをいくら割っても、「銀妖子」と呼ばれる宇宙服を着た小人のような存在によって、即座に窓ガラスは修復されてしまうのだ。
窓ガラスを割り続ける宥現に業を煮やした父親に対し、宥現の兄、叡史（ただとし）は、自らが携わる都市遺跡の発掘現場の夜警として、宥現を雇おうという話を持ち出す。父親もそれを認め、夜警を務めはじめた宥現。それから21日後に、発掘隊はあるものを発掘する。それは、古代の戦車だった。その夜、宥現一人が残る発掘隊のキャンプに、砂漠の盗賊「旅族」が現れる。旅族のキャラバンので、女旅族魔姫（まき）と、その父白翁に出会った宥現は、旅族と共に旅立つ決意をする。宥現が旅立った後、発掘隊は戦車の解体を開始しようとするが、解体用のバーナーを車体に近づけた時、その戦車は再起動した。それは無人戦車であり、自らの脅威になりえる物を無差別に攻撃し、地の果てまでも追いつづける自動報復兵器だったのだ。
旅族と共に砂漠を砂漠巡航車で走る宥現は、遠くから戦車の砲声を聞く。彼らが発掘キャンプに戻ると、キャンプは戦車の攻撃で壊滅していた。そして、戦車は宥現と旅族たちを新たなる脅威と判断し、攻撃に移る。戦車を辛くも行動不能に陥らせた宥現だったが、旅族は戦車の攻撃で全滅。魔姫も命を失ってしまう。
それから8年後、25歳になった宥現は、一匹狼の旅族として砂漠を渡り歩いていた。しかし、ある時かつて太平洋だった砂漠の中央で乗っていたバギーが燃料漏れを起こし、遭難してしまう。脱水症状で倒れた宥現。目を覚ました時、彼は「エリクサー」なる薬品で生前の姿を保った死者の暮らす街「霊園市」の病院にいた…。

## 登場人物
声優はラジオドラマ版の物。
本海宥現
声 - 有馬克明
IC8で暮らしていた少年。生れついての無感動症であり、感情を得たいと思っているが、その感情を理解する事が出来ない。その性質から父母を含む社会から疎まれていたが、キャンプの夜警中に出会い、初めて自分に同情した魔姫に対して、「自分は彼女を愛しているに違いない」と言い聞かせて同行するも、戦車の攻撃で彼女を失う。その後、25歳になった時、砂漠で遭難して霊園市にたどり着いた事を皮切りに、混迷と化していく時の流れに巻き込まれていく。
武器として父の物を持ち出したオートライフル、後には対戦車ライフルを携行している。彼にとって戦車は、「初めて自分を認めた「人生」というゲームの相手」であるという。
魔姫
声 - 天野由梨
宥現が出会った女旅族。とある旅族キャラバンの長白翁の娘。見た目は若い女性だが、実際には100年以上生きているという。感情が無い宥現の事に同情し、いつかきっと感情を取り戻せると宥現を励ます。戦車の攻撃で命を落とすが、その後、時間の混乱の中で宥現と再開し、再び共に旅を続ける。
戦車
声 - 郷里大輔
都市遺跡より発掘された、機械知性体を搭載した無人戦車。文明崩壊の直前に制作された物と思われる。自らが「脅威」と判断した物には徹底的に反撃し、「脅威」が消滅するまで報復行動を中止しないという様に作られている。正式名称は存在するようだが、戦車自身も知らず、劇中では語られていない。劇中においては「それ」、「完全報復自律型戦闘兵器」などと呼ばれている。上記の完全報復以外にも、「自らの名前を知る物には従え」と言う物と、更にもう一つ、計三つの指令を制作者から受けており、それを遂行する事を存在意義とする。
平均的な主力戦車と比較すると一回り大型で、全高は約2mと低い。完全な無人兵器であり、人が乗り込むスペースは存在しない。燃料は水であり、車載原子炉で水を酸素と水素燃料に分離させ、それを用いて燃料電池やエンジンの運転に利用する。エンジンは低出力巡航用エンジンと大出力高速機動用タービンエンジンの二種類を搭載する。特徴的な点としては、砂漠などでの走破性を向上させるために、3基ずつ束ねられた、計6基の履帯を装備している事が挙げられる。武装は60口径ほどの主砲1門と、主砲塔上部に格納された対人機関銃の他、低周波の共振で人体を破壊する、極低周波振動システムを装備。装甲はレオパルド2のラインメタル 120mm L44の直撃に耐えうるレベルの物を持つ。この他、探索手段として可変波形波長電磁レーダー、電磁帯受動レーダー、広帯域受動視覚センサー、可変指向性聴覚センサー、高分解化学分析機、人工衛星とのデータリンク機能等を有するほか、円盤型の飛翔探査機を砲塔後部に格納している。
発掘キャンプを破壊した後、宥現たちと交戦し一度は行動不能に陥るが、知性中枢は未だ機能を停止してはおらず、その後も宥現を追い続ける。

## コミック版
東城和実による。コミックは早川書房より。全2巻
1. 完璧な涙  ISBN 978-4152091987  2011年3月
2. 完璧な涙  ISBN 978-4152092809  2012年3月